# Cucina guineana

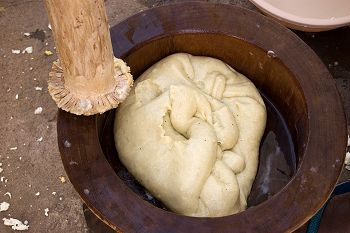
Preparazione del fufu

La cucina guineana comprende le abitudini culinarie della Guinea. Essa si basa sul consumo dei prodotti coltivati nel paese, ovvero riso, manioca, olio di palma, frutta, platani e selvaggina. Per quanto vi siano numerose etnie nel paese, i pasti guineani sono essenzialmente gli stessi e le differenze concernono solamente i gusti. I fulani, che sono il gruppo etnico maggioritario nel paese, non fanno largo uso di spezie, a differenza dei malinké e dei sosso.

## Piatti principali

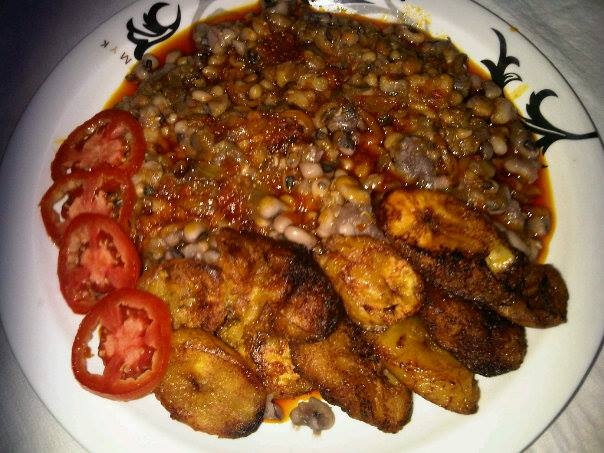
Fagioli con platani fritti

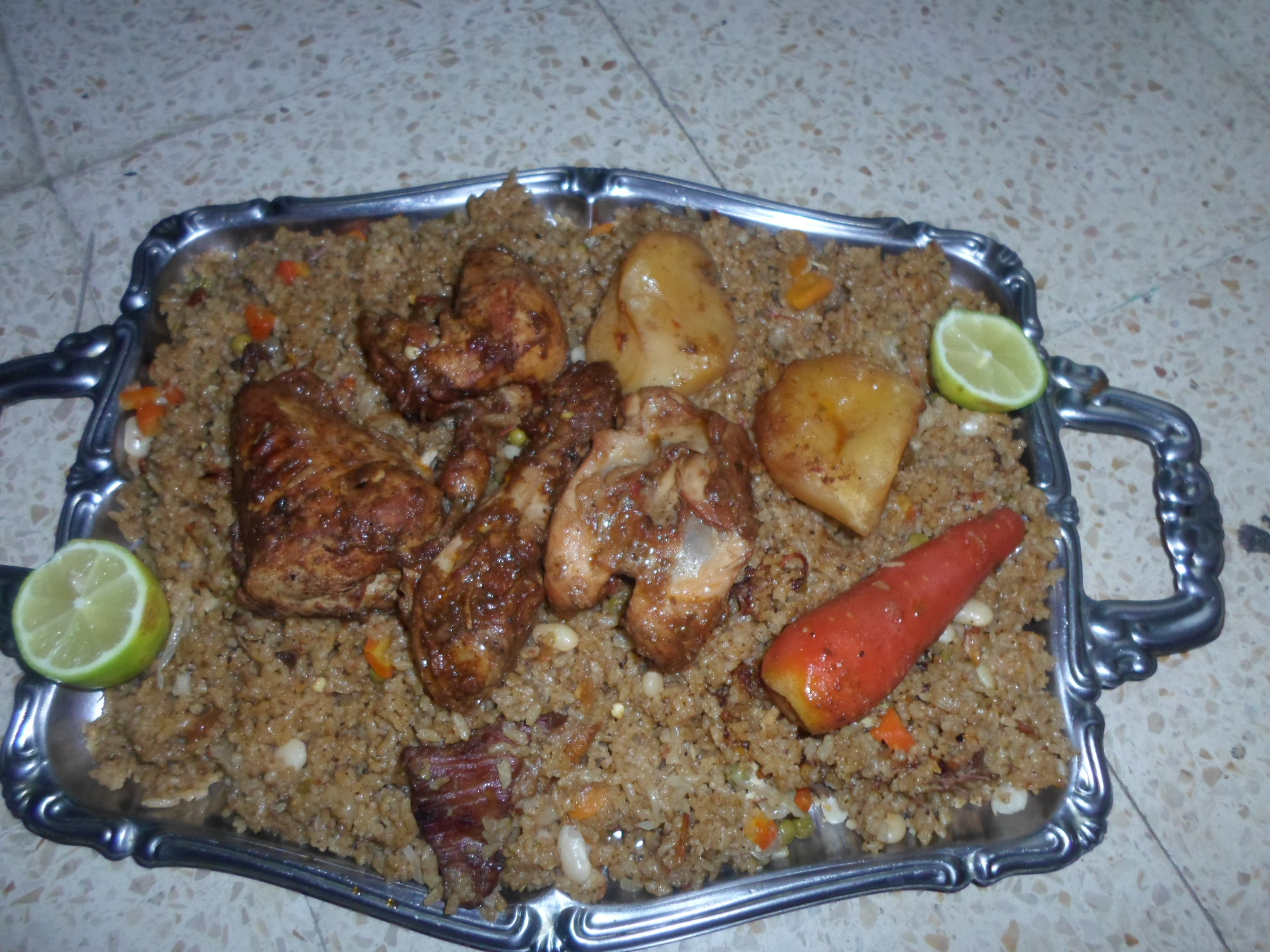
Riz gras alla guineana

Il tipico pasto guineano comprende una salsa a base di verdure con carne o pesce e accompagnata da riso o manioca. Per via del minor costo rispetto alla carne, i guineani assumono molti più carboidrati e amidi rispetto alle proteine. Quella del riso è la coltivazione più importante del paese e si tiene nelle aree costiere. Oltre alla manioca, ingrediente principale del fufu dell'Africa occidentale, nel paese crescono patate (conosciute localmente come "patate irlandesi") e patate dolci, nonché vengono importati miglio, sorgo e fonio che vengono impiegati nelle salse, nei porridge o nel latticello (soprattutto dai fulani). Due piatti di origine senegalese ma diffusi in Guinea sono il thieboudienne, un piatto unico a base di riso e pomodori cotto in una salsa di verdure e pesce, e il thiebouyapp, una variante del primo con agnello e riso integrale.
Nelle salse vengono impiegate foglie di patate (pouté in fula), foglie di iuta, spinaci, gombi. tra le salse più diffuse tra i fulani vi sono la maffe hacco (con foglie di manioca), la maffe tegga (con burro di arachidi) e la maffe soupou (con pomodori e cipolle). I malinké e i sosso fanno largo uso del peperoncino, in particolare per preparare una salsa locale a base di burro di arachidi, pomodori e foglie. Un tipico piatto sosso è l'achecké, a base di manioca fritta che accompagna pesce grigliato o carne, servito con cipolle tritate e pomodori.
La frutta tropicale è ampiamente disponibile nel paese. Ananas, mango, papaya, banane, mangostano e guava vengono impiegati nella produzione di succhi di frutta. L'olio di palma è invece un'importante fonte di vitamine e viene spesso usato in cucina, mentre gli arachidi e i fagioli con l'occhio sono la maggiore fonte di proteine. Nonostante la Guinea sia un paese musulmano, vengono spesso consumati i maiali selvatici nelle aree boschive. Altra carne selvaggina include serpenti e roditori, mentre gli animali allevati domesticamente sono i polli. Un piatto a base di carne è il dibi, che comprende agnello grigliato con cuscus, spaghetti o insalata.
Essendo i fulani tradizionalmente dei cacciatori, i prodotti caseari sono abbastanza diffusi. Si producono latte, yogurt, burro, latticello e panna. Vi è un dessert a base di fonio e latticello dolcificato simile al sow senegalese.
Il pesce è un alimento molto importante nella dieta guineana. Esso si può acquistare direttamente dai pescatori e può essere cucinato in svariati modi. Le specie di pesce più diffuse sono tilapia, sgombro, persico trota, merluzzo e gamberi.
La bevanda più popolare nel paese è il caffè. Gran parte dei guineani non beve alcolici per via delle restrizioni islamiche, tuttavia tra le comunità cristiane e animiste presenti nelle foreste si produce un vino di palma e si beve anche birra.

## Abitudini culinarie
In Guinea il cibo viene prevalentemente cucinato in casa. Questo compito spetta ai membri femminili della famiglia, i quali non dispongono di forni ma si posizionano in un edificio esterno adiacente al resto dell'area domestica. Le famiglie guineane condividono una ciotola dalla quale ci si serve con il cucchiaio, rigorosamente con la mano destra, in quanto la sinistra è riservata all'igiene personale. In presenza di ospiti, il padrone di casa offre loro una noce di cola in segno di gratitudine. Se si è ospiti, è buona norma lasciare del cibo nel piatto per esprimere sazietà.
Per quanto mangiare fuori non sia una cosa comune tra i guineani, nelle città vi sono diversi ristoranti. Le tradizionali cookhouse servono cibo tradizionale come riz gras, un piatto a base di riso e verdure comune in Guinea, Senegal, Burkina Faso e Benin. Particolarmente popolari sono i ristoranti libanesi.